# Nagy-Inóc
A Nagy-Inóc a Börzsöny hatodik legmagasabb hegycsúcsa 826 méteres magasságával, míg Magyarországon a 71. magassága szerint. Pest vármegyében fekszik.
A csúcs a Magas-Börzsönyben, a hegység 12 km hosszú, északnyugat-délkelet, majd északkelet-délnyugat irányú főgerincén (Godó-vár – Csóványos – Nagy-Hideg-hegy – Nagy-Inóc – Kis-Inóc) fekszik.
A Földtani Intézet kutatásai szerint a Csóványos és a Vár-bükk mellett itt lehetett az egykori vulkáni kitörések egyik központja.